# Aporophyla virgata
Aporophyla virgata là một loài bướm đêm trong họ Noctuidae.